# سیارک ۱۷۲۲۵
سیارک ۱۷۲۲۵ (به انگلیسی: 17225 Alanschorn، نامگذاری:2000CS60) هفده هزار و دویست و بیست و پنجمین سیارک کشف شده‌است که در ۲ فوریه ۲۰۰۰ کشف شد.
قدر مطلق سیارک برابر ۱۹.۵ است.